# Berniniella hungarica
Berniniella hungarica är en kvalsterart som först beskrevs av Bayoumi 1979.  Berniniella hungarica ingår i släktet Berniniella och familjen Oppiidae. Inga underarter finns listade.